# 霍兴文
霍兴文（1954年—），河北秦皇岛人，汉族，中华人民共和国政治人物、第十二届全国人民代表大会河北地区代表。
毕业于河北医科大学，加入农工党。2013年，被选为全国人大代表。